# Dmitri Soloviev
Dmitri Vladimirovich Soloviev (em russo:  Дмитрий Владимирович Соловьёв; Moscou, RSFS da Rússia, 18 de julho de 1989) é um patinador artístico russo. Soloviev compete na dança no gelo. Ele conquistou com Ekaterina Bobrova uma medalha de bronze em campeonatos mundiais, seis medalhas em campeonatos europeus (uma de ouro, três de prata e duas de bronze), e conquistou a medalha de ouro e uma de prata por equipes nos Jogos Olímpicos de Inverno de 2014 e de Jogos Olímpicos de Inverno de 2018, respectivamente.

## Principais resultados

### Com Ekaterina Bobrova
| Resultados | Resultados       | Resultados        | Resultados        | Resultados    | Resultados       | Resultados       | Resultados        | Resultados        | Resultados       | Resultados    | Resultados        | Resultados        | Resultados        |
| Internacional | Internacional    | Internacional     | Internacional     | Internacional | Internacional    | Internacional    | Internacional     | Internacional     | Internacional    | Internacional | Internacional     | Internacional     | Internacional     |
| Evento/Temporada | 2005– 2006       | 2006– 2007        | 2007– 2008        | 2008– 2009    | 2009– 2010       | 2010– 2011       | 2011– 2012        | 2012– 2013        | 2013– 2014       | 2014– 2015    | 2015– 2016        | 2016– 2017        | 2017– 2018        |
| --- | ---------------- | ----------------- | ----------------- | ------------- | ---------------- | ---------------- | ----------------- | ----------------- | ---------------- | ------------- | ----------------- | ----------------- | ----------------- |
| Jogos Olímpicos |                  |                   |                   |               | 15.º             |                  |                   |                   | 5.º              |               |                   |                   | 5.º               |
| Campeonato Mundial |                  |                   | 13.º              |               | 8.º              | 6.º              | 7.º               | Medalha de bronze | WD               |               |                   | 6.º               |                   |
| Campeonato Europeu |                  |                   |                   |               | 9.º              | Medalha de prata | Medalha de prata  | Medalha de ouro   |                  |               | Medalha de bronze | Medalha de bronze | Medalha de prata  |
| GP Grand Prix Final |                  |                   |                   |               |                  | 4.º              | 6.º               | 5.º               | 4.º              |               | 5.º               | 4.º               |                   |
| GP Cup of China |                  |                   |                   |               |                  | Medalha de prata | Medalha de ouro   | Medalha de prata  | Medalha de prata |               |                   |                   | Medalha de bronze |
| GP NHK Trophy |                  |                   |                   | 4.º           | 4.º              |                  |                   |                   |                  |               | Medalha de prata  |                   |                   |
| GP Rostelecom Cup |                  |                   | 4.º               |               |                  | Medalha de ouro  | Medalha de bronze |                   | Medalha de ouro  |               |                   | Medalha de ouro   | Medalha de prata  |
| GP Skate America |                  |                   |                   |               |                  |                  |                   | Medalha de prata  |                  | WD            |                   | Medalha de bronze |                   |
| GP Skate Canada International |                  |                   | 5.º               | 6.º           | 4.º              |                  |                   |                   |                  |               | Medalha de bronze |                   |                   |
| GP Trophée Éric Bompard |                  |                   |                   |               |                  |                  |                   |                   |                  | WD            |                   |                   |                   |
| CS Golden Spin of Zagreb |                  |                   |                   |               |                  |                  |                   |                   |                  |               |                   |                   | Medalha de ouro   |
| CS Mordovian Ornament |                  |                   |                   |               |                  |                  |                   |                   |                  |               | WD                |                   |                   |
| CS Ondrej Nepela Memorial |                  |                   |                   |               |                  |                  |                   |                   |                  |               |                   | Medalha de ouro   | Medalha de ouro   |
| CS Warsaw Cup |                  |                   |                   |               |                  |                  |                   |                   |                  |               |                   | Medalha de ouro   |                   |
| Finlandia Trophy |                  |                   |                   |               |                  |                  |                   | Medalha de ouro   |                  |               |                   |                   |                   |
| Ice Star |                  |                   |                   |               |                  |                  |                   |                   | Medalha de ouro  |               |                   |                   |                   |
| Universíada de Inverno |                  |                   |                   | 5.º           |                  |                  |                   |                   |                  |               |                   |                   |                   |
| Internacional – Júnior |                  |                   |                   |               |                  |                  |                   |                   |                  |               |                   |                   |                   |
| Campeonato Mundial Júnior |                  | Medalha de ouro   |                   |               |                  |                  |                   |                   |                  |               |                   |                   |                   |
| JGP Grand Prix Júnior Final | 7.º              | Medalha de bronze |                   |               |                  |                  |                   |                   |                  |               |                   |                   |                   |
| JGP JGP Canadá | Medalha de prata |                   |                   |               |                  |                  |                   |                   |                  |               |                   |                   |                   |
| JGP JGP França |                  | Medalha de ouro   |                   |               |                  |                  |                   |                   |                  |               |                   |                   |                   |
| JGP JGP Hungria |                  | Medalha de ouro   |                   |               |                  |                  |                   |                   |                  |               |                   |                   |                   |
| JGP JGP Polônia | Medalha de prata |                   |                   |               |                  |                  |                   |                   |                  |               |                   |                   |                   |
| Nacional |                  |                   |                   |               |                  |                  |                   |                   |                  |               |                   |                   |                   |
| Campeonato Russo |                  |                   | Medalha de bronze | 4.º           | Medalha de prata | Medalha de ouro  | Medalha de ouro   | Medalha de ouro   | Medalha de ouro  |               | Medalha de ouro   | Medalha de ouro   | Medalha de ouro   |
| Campeonato Russo Júnior | 8.º              | Medalha de ouro   |                   |               |                  |                  |                   |                   |                  |               |                   |                   |                   |
| Equipes |                  |                   |                   |               |                  |                  |                   |                   |                  |               |                   |                   |                   |
| Jogos Olímpicos |                  |                   |                   |               |                  |                  |                   |                   | 1T/3P            |               |                   |                   | 2T/3P             |
| Troféu Mundial por Equipes |                  |                   |                   |               |                  |                  |                   |                   |                  |               |                   | 2T/3P             |                   |
| |                  |                   |                   |               |                  |                  |                   |                   |                  |               |                   |                   |                   |
| Legenda: GP = Grand Prix; CS = Challenger Series; JGP = Grand Prix Júnior; WD = Abandonou; T = Posição da equipe; P = Posição individual; Competição não foi disputada nesta temporada |                  |                   |                   |               |                  |                  |                   |                   |                  |               |                   |                   |                   |